# Sword Art Online: Progressive - Aria of a Starless Night
Sword Art Online: Progressive - Aria of a Starless Night (劇場版 ソードアート・オンライン プログレッシブ 星なき夜のアリア?, Gekijōban Sōdo Āto Onrain Puroguresshibu Hoshi naki yoru no Aria) è un film d'animazione giapponese del 2021 diretto da Ayako Kono.
La pellicola è il primo capitolo dell'adattamento animato di Sword Art Online: Progressive, light novel scritta da Reki Kawahara e illustrata da abec.

## Trama
Asuna Yūki è una studentessa modello e la sua amica Misumi Tozawa, anch'ella molto studiosa, la introduce nel mondo dei videogiochi, in particolare la invita a giocare al VRMMORPG Sword Art Online appena uscito sul mercato. Il giorno di lancio, il 6 novembre 2022, Asuna accede al gioco con il casco NerveGear di suo fratello maggiore, scegliendo il suo stesso nome come nickname, e incontra la sua amica Tozawa con il nickname Mito e un avatar maschile. Poco dopo Asuna si accorge di non poter eseguire il logout e il creatore del gioco Akihiko Kayaba, comparso davanti a tutti i giocatori, spiega che si tratta di un requisito di Sword Art Online. Oltre a questo annuncia che perdere la vita nel gioco causerà la morte anche nel mondo reale, dovuta a una scarica rilasciata dal NerveGear anche in caso di tentativi di rimozione del casco da parte di qualcuno. L'unico modo per riguadagnare la libertà è completare tutti i cento livelli del gioco, corrispondenti agli altrettanti piani del castello fluttuante di Aincrad.
Asuna e Mito formano un party e si allontanano subito dalla città di inizio per trovare più risorse e salire di livello. Dopo poco tempo, mentre affrontano dei mostri dalle sembianze di piante carnivore noti come Nepenthes, Asuna colpisce per errore uno di loro in grado di chiamare rinforzi e intere schiere di Nepenthes accerchiano Asuna, mentre Mito cade in un dirupo e fatica a risalire per aiutare la sua compagna. Vedendo l'energia vitale di Asuna esaurirsi inesorabilmente Mito scioglie il party per paura di assistere alla morte della sua amica e l'abbandona. Asuna viene salvata all'ultimo da un abile ragazzo e, ormai rimasta sola, decide di consumare quello che le resta della sua vita attaccando i mostri senza riguardo per sé stessa al fine di rimanere fedele ai suoi ideali. Qualche giorno dopo Asuna incontra il ragazzo che l'aveva salvata, il quale frena la sua impulsività e la invita a prendere parte all'assemblea dei migliori giocatori nella città di Torbana, indetta per organizzare l'assalto contro il boss del primo piano. Diabel, il leader dell'assemblea, spiega ai presenti le informazioni sul boss condivise dagli ex-beta tester e chiede a tutti di dividersi in squadre. Con qualche esitazione, Asuna accetta di formare un party con il suo benefattore e intravede Mito tra gli altri partecipanti all'assemblea.
Asuna ripensa al momento in cui è stata abbandonata e in lei si insinua anche la preoccupazione per gli ex-beta tester che, a detta di Kibao, un partecipante dell'assemblea, avrebbero ignorato i giocatori inesperti anche di fronte al pericolo di morte nel mondo reale al solo scopo di livellare individualmente. La ragazza si confida con il suo compagno di party che la rassicura riguardo alle buone intenzioni della sua amica, che probabilmente ha solo ceduto a un momento di paura. Il giorno dopo inizia il combattimento contro il boss Illfang, il signore dei coboldi. Diabel guida le varie squadre come concordato e Asuna e il suo compagno tengono a bada gli sgherri. Quando l'energia vitale del mostro raggiunge un livello critico esso cambia comportamento, ma in maniera differente da quanto scritto nella guida, e uccide Diabel colto alla sprovvista. Asuna e, il ragazzo e Mito prendono il comando e sconfiggono il boss. Subito dopo la battaglia Kibao accusa il ragazzo di non aver condiviso con loro le informazioni sul boss come gli altri ex-beta tester ed egli confessa di aver giocato a Sword Art Online in anteprima e si vanta molto più esperto di tutti gli altri, acquisendo suo malgrado l'appellativo di beater (fusione di beta tester e cheater). Asuna, riappacificatasi con Mito, decide di seguire il suo compagno di party, che scopre chiamarsi Kirito, e il suo modo di affrontare la prigionia del gioco con filosofia.

## Produzione
L'annuncio di un adattamento animato per la light novel Sword Art Online: Progressive è avvenuto il 19 settembre 2020 contestualmente al termine della trasmissione della serie anime Sword Art Online: Alicization. Come la controparte cartacea, l'anime di Progressive si ripromette di riprendere gli eventi iniziali della light novel di Sword Art Online ambientati nell'omonimo videogioco immaginario, raccontandoli però più approfonditamente. Due mesi dopo il comitato produttivo annunciò che il progetto animato avrebbe debuttato con un lungometraggio cinematografico.
Il film è stato prodotto dalla A-1 Pictures, diretto da Ayako Kono e sceneggiato da Yukito Kizawa. Il character design è stato affidato a Kento Toya e la composizione della colonna sonora a Yuki Kajiura. I doppiatori di Asuna e Kirito sono rispettivamente Haruka Tomatsu e Yoshitsugu Matsuoka come per le precedenti serie animate, mentre Mito è stata doppiata da Inori Minase. La canzone dei titoli di coda intitolata Yuke è stata composta da Ayase (del duo Yoasobi) e scritta e cantata da LiSA.
Il 1º novembre 2021 è stato annunciato il sequel, intitolato Sword Art Online: Progressive - Scherzo of Deep Night e uscito nel 2022.

## Distribuzione
Il film è uscito nei cinema giapponesi il 30 ottobre 2021. In quella stessa data, e in anteprima il 15 settembre, è stato proiettato con l'ausilio della tecnologia IMAX in alcuni cinema selezionati.

### Edizione italiana
I diritti per la distribuzione italiana del film sono stati acquistati da Dynit. Il doppiaggio italiano, diretto da Luca Semeraro, è stato effettuato presso Lylo Italy e Kea Sound, mentre i dialoghi sono stati adattati da Kim Turconi. Inizialmente prevista per il 28 febbraio, l'uscita nei cinema italiani è avvenuta dal 4 al 6 aprile 2022, in collaborazione con Nexo Digital. Il film verrà pubblicato in home video dalla Dynit il 2 novembre 2022.

## Accoglienza
Al termine delle proiezioni in Giappone il film ha incassato 1 326 146 793 yen. Nell'edizione 2022 dei Newtype Anime Awards il film è stato premiato come miglior lungometraggio anime del 2021.